# Lill-Räveln
Lill-Räveln är en sjö i Norsjö kommun i Västerbotten och ingår i Skellefteälvens huvudavrinningsområde. Sjön har en area på 0,0933 kvadratkilometer och ligger 233 meter över havet. Sjön avvattnas av vattendraget Kattisbäcken.

## Delavrinningsområde
Lill-Räveln ingår i det delavrinningsområde (719144-169954) som SMHI kallar för Mynnar i Myrträsket. Medelhöjden är 263 meter över havet och ytan är 15,1 kvadratkilometer. Det finns inga avrinningsområden uppströms utan avrinningsområdet är högsta punkten. Kattisbäcken som avvattnar avrinningsområdet har biflödesordning 3, vilket innebär att vattnet flödar genom totalt 3 vattendrag innan det når havet efter 100 kilometer. Avrinningsområdet består mestadels av skog (89 procent). Avrinningsområdet har 0,63 kvadratkilometer vattenytor vilket ger det en sjöprocent på 4,1 procent.